# 니트로푸란토인
니트로푸란토인(Nitrofurantoin)은 여러 상표명 중 매크로비드(Macrobid)라는 이름으로 판매되는 니트로푸란 계열의 항균 의약품으로, 요로감염증을 치료하는 데 사용되지만 신장 감염에는 효과가 떨어진다. 이 약은 경구 복용한다.
흔한 부작용으로는 구역질, 식욕 부진, 설사, 두통이 있다. 드물게 저림, 폐 문제, 간 문제가 발생할 수 있다. 임신 중에는 일반적으로 안전한 것으로 보이지만 출산 시기 근처에는 사용이 권장되지 않는다. 일반적으로 세균 증식을 늦추는 작용을 하지만, 오줌 희석을 강제로 피하면 오줌에서 발견되는 고농도에서 세균 사멸을 유발할 수 있다.
니트로푸란토인은 1953년에 처음 판매되었다. 세계보건기구 필수 의약품 목록에 포함되어 있다. 제네릭 의약품으로 이용 가능하다. 2022년에는 미국에서 158번째로 가장 흔하게 처방되는 약물이었으며, 300만 건 이상의 처방이 이루어졌다.

## 의학적 용도

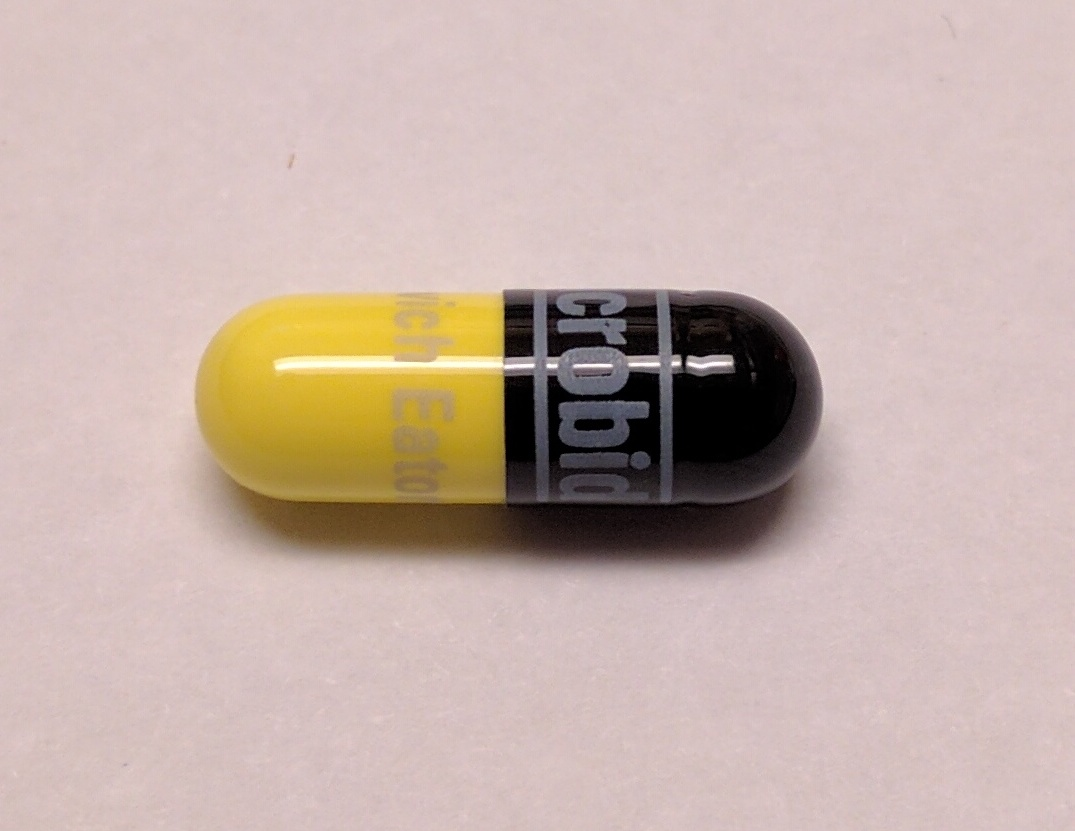
100 mg 매크로비드, 캐나다

### 요로감염증
니트로푸란토인의 사용에는 단순 요로감염증 치료와 재발성 요로감염증에 취약한 사람들의 요로감염증 예방이 포함된다. 급성 단순 방광염의 일차 치료법이다. 원내감염 요로감염증의 경험적 치료에는 권장되지 않는다.
트리메토프림/설파메톡사졸 및 퀴놀론계 항생제와 같은 다른 흔히 사용되는 제제에 대한 세균 항생제 내성 증가로 인해, 현재 요로감염증 치료에 니트로푸란토인 사용에 대한 관심이 증가하고 있다. 요로감염증 치료에 대한 니트로푸란토인의 효능과 이 제제에 대한 세균 내성 발생률이 낮다는 점 때문에 미국 감염병학회와 유럽 미생물학 및 감염병 학회에서 권장하는 단순 요로감염증 치료의 일차 제제 중 하나로 간주된다.
임상시험의 메타분석에서 니트로푸란토인은 요로감염증 임상 완치율 79~92%와 세균 박멸율 80~92%를 보였다. 7 일간의 니트로푸란토인 치료는 5 일간의 치료보다 효과가 더 크지 않았지만, 5 일간의 치료는 3 일간의 치료(임상 완치율 61~70%)보다 우수했다. 5 일간의 니트로푸란토인 효과는 단회 투여 포스포마이신 효과와 동등하다.
요로감염증 예방제로 니트로푸란토인은 다른 항생제와 유사한 효과를 보였으며, 요로감염증 위험 비율은 0.38이었다. 매일 장기간 예방제로 복용했을 때, 니트로푸란토인의 용량(50 mg/일, 75 mg/일, 100 mg/일, 또는 50 mg 하루 두 번)에 따른 효과 차이는 없었다. 다른 항생제와 마찬가지로 효과적이었지만, 니트로푸란토인 예방제는 다른 항생제에 비해 부작용 위험이 증가했다(위험 비율 = 2.17~2.24). 니트로푸란토인의 부작용은 대부분 위장관 관련이었다.

### 기타 세균 감염
니트로푸란토인은 조직 침투성이 매우 낮고 혈중 농도가 낮기 때문에 신우신염(신장 감염) 및 복부 농양 치료에는 권장되지 않는다.
니트로푸란토인은 전립선에 최소한으로 침투할 것으로 보인다. 따라서 니트로푸란토인은 만성 세균성 전립선염 박멸에는 권장되지 않는다. 어떤 경우에도, 항생제 불응성 또는 재발성 만성 세균성 전립선염이 있는 남성에게는 니트로푸란토인 예방제가 요로감염증을 예방하고 증상을 관리하는 데 유용할 수 있다. 그러나 2020년 현재 이를 뒷받침하는 데이터는 부족하다.

### 항균 활성
니트로푸란토인은 다음 균에 대해 좋은 활성을 보인 것으로 나타났다.
- 대장균[35][20]
- 포도상구균 종[35][20]
- 장내구균 종[35]
- 클레브시엘라 종 (혼합)[35][20]
- 시트로박터 종[35][20]
- 응고효소음성포도상구균
- 고초균 종
- 스트렙토코커스 아갈락티아

이 균들이 일으키는 감염 치료에 사용된다.
다음 속의 많은 또는 모든 균주들은 니트로푸란토인에 내성이 있다.
- 엔테로박터 종 (혼합)[35][20]
- 프로테우스 종[35][20]
- 슈도모나스 종[35][20]
- 아시네토박터 종[35][20]
- 모르가넬라 종[35][20]
- 세라티아 종[35][20]
- 프로비덴시아 종[20]

### 특수 집단

#### 임신
니트로푸란토인은 오스트레일리아에서 임신 카테고리 A이다. 임신 중에 요로감염증 치료에 흔히 사용되는 몇 안 되는 약물 중 하나이다. 출산 시기 근처에 사용될 경우 신생아에게 용혈성 빈혈 위험이 잠재적으로 존재한다. 임신 말기에 이 약을 투여받은 여성의 신생아는 신생아 황달이 발생할 위험이 더 높았다.
2017년 현재 임신 초기 안전성에 대한 증거는 혼합적이다. 미국 산부인과 의사협회는 임신 첫 삼분기에도 사용할 수 있지만 다른 선택지가 선호될 수 있다고 명시한다. 임신 둘째 삼분기에는 일차 치료제로 남아 있다. 2015년 메타분석은 코호트 연구에서 첫 삼분기 사용으로 인한 위험 증가를 발견하지 못했지만, 사례 대조 연구에서는 기형이 약간 증가했다.

## 금기사항
니트로푸란토인은 전신 축적 및 요로에서 치료에 효과적이지 않은 수준에 도달하기 때문에 신기능 감소(CrCl < 60 ml/분) 환자에게는 금기이다. 그러나 후향적 차트 검토에 따르면 이 기준치에 대한 데이터가 미미하며 CrCl < 40 ml/분이 더 적절한 기준치일 것이라고 제안한다. 이 약물의 많은 심각한 부작용은 노인 및 신장 기능 장애가 있는 환자에게 더 흔하게 나타나는데, 이는 약물이 체내에 축적되어 더 높은 전신 농도에 도달하기 때문이다. 따라서 2012년 AGS 맥주 기준에 따르면 노인에게는 이 약물이 권장되지 않는다.
니트로푸란토인은 1개월 미만의 아기에게도 금기인데, 아기들은 적혈구에 미성숙한 효소 시스템(글루타티온 불안정성)을 가지고 있어 니트로푸란토인을 사용해서는 안 되기 때문이다. 이 약물은 용혈로 인한 빈혈을 유발할 수 있기 때문이다. 니트로푸란토인은 포도당 6-인산 탈수소효소 결핍증(G6PD) 환자에게는 혈관내 용혈로 인한 빈혈 위험 때문에 금기이다.

## 부작용
니트로푸란토인의 가장 흔한 부작용은 구역질, 두통, 고창이다. 드물게 발생하는 부작용(약물 복용자의 1% 미만에서 발생)은 다음과 같다.
- 위장관: 설사, 소화불량, 복통, 변비, 구토
- 신경계: 어지럼증, 졸음, 약시
- 호흡기: 급성 폐 과민 반응
- 알레르기성: 가려움증, 두드러기
- 피부과: 탈모
- 기타: 발열, 오한, 권태감

매일 장기간 예방제로 복용했을 때 니트로푸란토인의 부작용 발생률은 0~29%이다. 일반적으로 경미하고 가역적이며 주로 위장관 관련이다.

### 폐 독성
니트로푸란토인으로 인한 폐 독성은 급성, 아급성, 만성 폐 반응으로 분류될 수 있다. 급성 및 아급성 반응은 과민 반응 때문으로 생각되며 약물 중단 시 종종 해결된다. 급성 반응은 약물을 복용한 여성 5000명 중 약 1명꼴로 발생하는 것으로 추정된다. 이러한 반응은 일반적으로 니트로푸란토인 첫 복용 후 3~8일 후에 발생하지만, 약물 시작 후 몇 시간에서 몇 주 사이에도 발생할 수 있다. 증상으로는 발열, 호흡곤란, 오한, 기침, 흉막염성 흉통, 두통, 요통, 상복부 통증이 있다. 흉부 엑스선 사진에서는 종종 폐부종과 유사한 일측성 또는 양측성 침윤이 보인다.
니트로푸란토인으로 인한 만성 폐 반응에는 미만성 간질성 폐렴, 폐섬유증, 또는 둘 다 포함된다. 이 드문 반응은 약물 시작 후 1개월에서 6년 사이에 발생할 수 있으며 일반적으로 총 평생 복용량과 관련이 있다. 이 반응은 점진적인 호흡 곤란으로 나타난다. 폐 부작용이 의심될 경우 증상의 가능한 원인으로 니트로푸란토인을 인식하고 약물을 조기에 중단하는 것이 중요하다.

### 간 독성
간염, 담즙 정체성 황달, 만성 활동성 간염, 간 괴사를 포함한 간 반응은 드물게 발생한다.

### 신경병증
신경병증은 니트로푸란토인 복용의 드문 부작용이다. 환자는 스타킹-장갑 패턴의 저림과 따끔거림을 경험할 수 있으며, 이는 약물 중단 시 개선될 수도 있고 개선되지 않을 수도 있다.

### 장내 미생물군
니트로푸란토인은 장내미생물군 구성 변화를 유발하는 것으로 밝혀졌다. 세 가지 임상 연구에서 방선균, 비피도박테리움 종, 클로스트리디움속 종의 풍부도 증가, 페칼리박테리움 종의 풍부도 감소, 그리고 변화 없음 등이 보고되었다. 다른 항생제와 마찬가지로 니트로푸란토인은 클로스트리디오이데스 디피실 감염 및 관련 설사 위험 증가와 관련이 있다. 그러나 이는 두 건의 사례만 발생한 단일 연구에 기반한 것이다. 다른 출처에서는 니트로푸란토인이 클로스트리디오이데스 디피실 감염 위험이 낮다고 명시하고 있다.

## 상호작용
니트로푸란토인은 역사적으로 디설피람 유사 약물로 보고되었으며, 알코올과 병용 시 알코올 불내증 유사 반응을 유발한다고 보고되었다. 그러나 후속 임상 연구에서는 이러한 결과가 재현되지 않았으며, 이전 결과는 잘못된 것으로 간주되었다.

## 약물 동태학
균주는 최소 저지 농도가 32 μg/mL 이하일 경우 니트로푸란토인에 감수성이 있다고 한다. 니트로푸란토인 100 mg 경구 복용 후 니트로푸란토인의 최고 혈중 농도는 1 μg/mL 미만이며 검출되지 않을 수도 있다. 생물학적 가용능은 약 90%이고 요 중 배설은 40%이며 조직 침투는 무시할 수 있다. 약물은 요에 잘 집중되어 200 μg/mL 이상의 농도에 신뢰할 수 있게 도달한다. 복용량의 75%는 간에서 신속하게 대사되지만, 25%는 변하지 않은 상태로 요로 배설된다. 개를 대상으로 한 연구에서 요로 배설의 대부분은 사구체 여과를 통해 이루어지며 일부 세뇨관 분비도 있다. 요 산성화에 따라 증가하는 세뇨관 흡수도 있다. 그러나 니트로푸란토인의 활성도 pH에 의존하며, pH가 6 이상으로 증가하면 평균 저지 농도가 급격히 상승한다. 니트로푸란토인은 단순 방광염 이외의 감염 치료에는 사용할 수 없다.
오줌에서 도달하는 농도(>100 μg/mL)에서 니트로푸란토인은 살균제이다. 32 μg/mL 미만의 농도에서는 대부분의 감수성 균주에 대해 정균제이다.
니트로푸란토인과 퀴놀론계 항생제는 시험관 내에서 상호 길항적이다. 이것이 임상적으로 중요한지는 알려져 있지 않다.
니트로푸란토인에 대한 내성은 염색체 또는 플라스미드 매개일 수 있으며, 니트로푸란 환원효소 억제를 포함한다. 대장균에서 획득성 내성은 계속해서 드물다.
니트로푸란토인과 그 대사 산물은 주로 신장으로 배설된다. 신장 기능 장애 시 요에서 도달하는 농도가 치료에 효과적이지 않을 수 있다.

### 작용 메커니즘
니트로푸란토인은 오줌에 농축되어 다른 조직이나 격실보다 비뇨기계에서 더 높고 효과적인 수준에 도달한다. 100 mg 경구 투여 시 혈장 농도는 일반적으로 1 µg/mL 미만인 반면, 오줌에서는 200 µg/mL에 도달한다.
이 약은 환원된 형태가 매우 반응성이 높기 때문에 세균 DNA에 손상을 입혀 작용한다. 이는 세균 세포 내에서 플라보단백질(니트로푸란 환원효소)에 의해 니트로푸란토인이 빠르게 환원되어 리보솜 단백질, DNA, 호흡, 피루브산염 대사 및 세포 내 다른 거대 분자를 공격하는 여러 반응성 중간체를 생성함으로써 가능하다. 니트로푸란토인은 포유류 세포보다 세균 세포에 더 큰 영향을 미치는데, 이는 세균 세포가 약물을 더 빠르게 활성화하기 때문이다. 니트로푸란토인의 어떤 작용이 주로 살균 활성을 담당하는지는 알려져 있지 않다. 니트로푸란토인의 광범위한 작용 메커니즘은 세균 세포에 중요한 여러 다른 과정에 영향을 미치기 때문에 내성 발생률이 낮은 이유일 가능성이 높다.

## 역사
니트로푸란토인은 1953년부터 하부 요로감염증 치료제로 사용되었다.

## 사회와 문화

### 브랜드명
니트로푸란토인은 전 세계 여러 국가에서 다양한 이름으로 판매된다.

## 동물 사료
니트로푸란 수의 항생제인 니트로푸란토인을 포함한 분해 산물 잔류물이 베트남, 중화인민공화국, 브라질, 태국의 닭고기에서 발견되었다. 유럽연합은 Council Regulation 2377/90의 ANNEX IV(최대 잔류 기준치를 정할 수 없는 약리학적으로 활성적인 물질 목록)로 분류하여 식용 동물에 니트로푸란 사용을 금지했다. 미국 미국 식품의약국(FDA)은 1985년 2월부터 퓨랄타돈 사용을 금지했으며, 1992년 1월에는 다른 니트로푸란 약물(일부 국소 사용 제외)에 대한 승인을 철회했다. 2002년에는 푸라졸리돈과 니트로푸라존의 국소 사용을 금지했다. 호주는 1992년에 식품 생산에 니트로푸란 사용을 금지했다. 일본은 니트로푸란에 대한 MRL을 지정하지 않아 "무관용 또는 무잔류 기준"을 시행하고 있다. 태국에서는 태국 보건부가 2001년에 식품 중 수의약품 MRL에 대한 포고령 제231호를 발표했으며, 니트로푸란에 대한 MRL을 지정하지 않았다. 농업협동부는 1999년에 이미 동물 사료에 푸라졸리돈과 니트로푸라존 수입 및 사용을 금지했으며, 2002년에는 모든 니트로푸란으로 확대했다. 푸라졸리돈, 퓨랄타돈, 니트로푸라존과 같은 니트로푸란의 여러 대사 산물은 쥐에게 암 또는 유전적 손상을 유발한다.